# Heim Neu-Isenburg

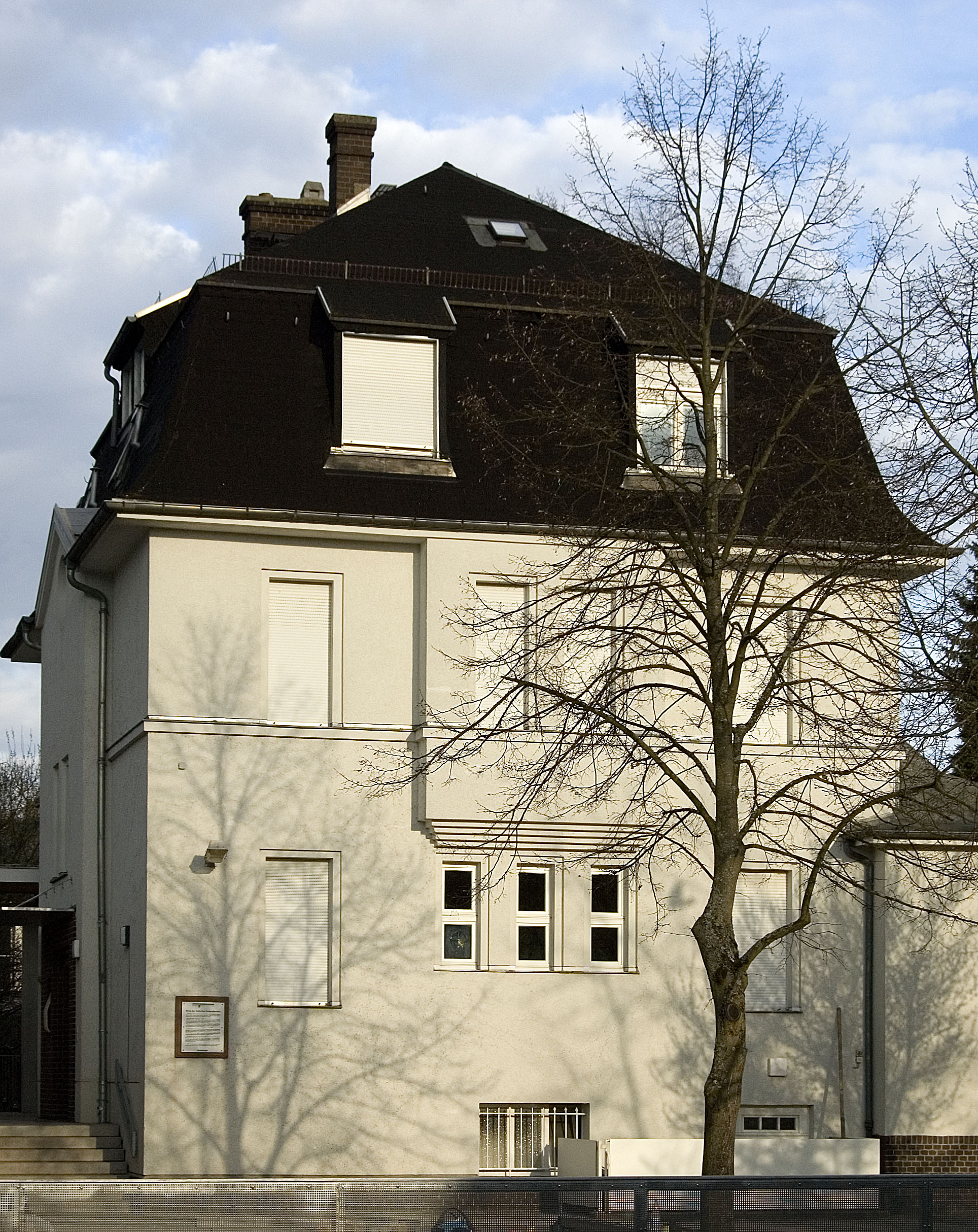
Das Haus in der Zeppelinstraße, Neu-Isenburg

Das Mädchenwohnheim Neu-Isenburg (auch: Heim des Jüdischen Frauenbundes, Heim „Isenburg“, Jüdisches Kinderheim, Jüdisches Mädchenwohnheim), gelegen im gleichnamigen hessischen Ort Neu-Isenburg, war im ersten Teil des 20. Jahrhunderts eine Zufluchtsstätte für jüdische Mädchen und Frauen.

## Gründung
Das Heim wurde durch die Initiative Bertha Pappenheims 1907 gegründet und ist neben der Gründung des Jüdischen Frauenbundes ihr zweites Lebenswerk.
Pappenheim, die einige Jahre zuvor an einer internationalen Konferenz über den interkontinentalen (jüdischen) Mädchenhandel teilnahm, gründete dieses Heim für entwurzelte, osteuropäische Mädchen, die aus ihren Herkunftsländern verschleppt worden waren, und für ledige Mütter mit ihren Kindern. Auf dem Areal mit vier Häusern lebten zeitweise mehr als 100 Menschen.
Im Heim wurde den Mädchen und Frauen durch Erziehung und Ausbildung eine neue Lebensperspektive gegeben.

## Zerstörung während der NS-Diktatur
In der Zeit von 1936 bis 1938 konnte das Heim durch die äußerst restriktive Politik der NS-Diktatur nur noch eingeschränkt arbeiten, bis es in den Novemberpogromen 1938 in Brand gesetzt wurde. Die nachfolgenden Jahre waren geprägt von Zugriffen der Behörden und Angst seitens der Bewohnerinnen. 1942 wurden zusammen mit den verbliebenen jüdischen Bürgern Neu-Isenburgs die letzten Bewohnerinnen deportiert und ermordet, das Heim wurde zwangsweise aufgelöst.

## Gegenwart
Die Stadt Neu-Isenburg kaufte das Heim in den 1950er Jahren und brachte auf dem Gelände seitdem verschiedene Schulen unter.
Jetzt ist im ehemaligen Heim die hessische Landeszentrale für politische Bildung untergebracht. Eine im Jahre 1996 von der Stadt Neu-Isenburg im Gebäude Zeppelinstraße 10 errichteten Gedenkstätte erinnert heute an das Leben und Wirken Bertha Pappenheims. Auf dem Areal sind weiterhin ein Kindergarten und Krabbelgruppen untergebracht.